# Mosheim
Mosheim – miasto w Stanach Zjednoczonych, w stanie Tennessee, w hrabstwie Greene.